# Suchthelfer
Suchthelfer (auch Suchtkrankenhelfer oder Mitarbeitende in der Suchthilfe) ist eine von Trägern der Suchthilfe und Sozialverbänden angebotene Qualifikation für den Einsatz von Freiwilligen in der Betreuung von Suchtkranken. 

## Einsatz und Arbeitsgebiet
Der Einsatz ist häufig auf ehrenamtlicher Basis geregelt, einige Stellen werden auch regulär vergütet. Oft handelt es sich bei den Freiwilligen um abstinent lebende oder ehemals abhängige Personen, für den Einsatz in Frage kommen aber auch Betroffene aus dem Umfeld der Abhängigen oder Interessierte. Neben der persönlichen Eignung ist für die Teilnahme an den Weiterbildungen bei abhängigen Personen auch eine Abstinenz von etwa eineinhalb bis zwei Jahren erforderlich.
Nach dem Abschluss der Weiterbildung sollen die Suchthelfer ihre Kenntnisse und ihre eigenen Erfahrungen mit Drogen und Sucht an Süchtige und Beratungseinrichtungen weitergeben. Insbesondere ehemals Süchtige besitzen eine entsprechende Lebensweltorientierung (siehe auch: Peer-Beratung).
Im Rahmen des betrieblichen Einsatzes geht es darum Arbeitnehmern aufzuzeigen, inwiefern eine Sucht vorliegt und gegebenenfalls Maßnahmen und Ziele zu vereinbaren und begleitend und beratend zur Seite zu stehen.

## Ausbildungsinhalte
Der Lehrinhalt variiert leicht, je nach Träger. Inhalte sind häufig die Verständnisvermittlung von Suchtkrankheiten, wichtige Zahlen und Fakten, Anleitungen für die ehrenamtliche Praxis und Gesprächsführung mit Süchtigen. 